# Одно учреждение, два названия

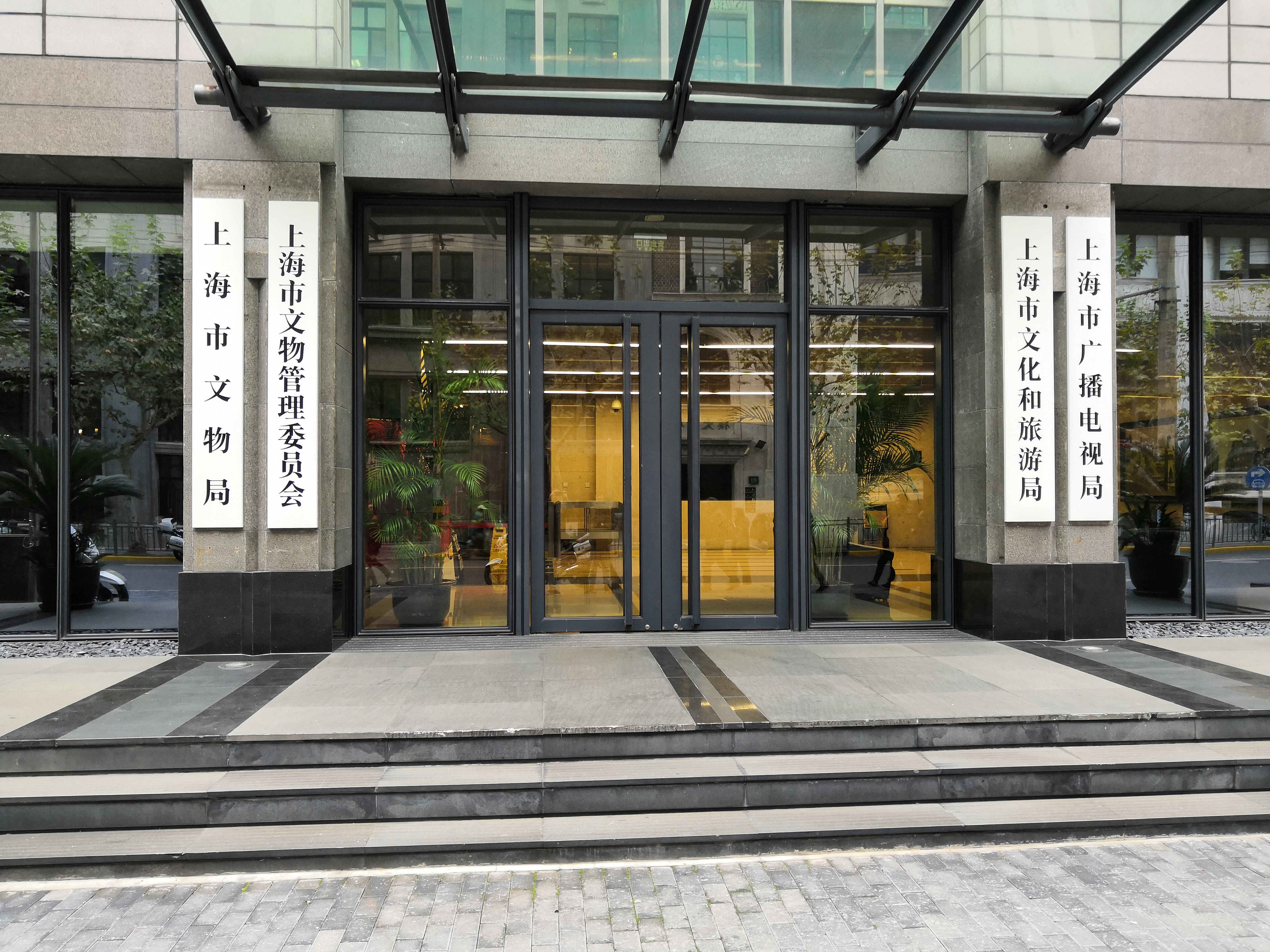
Вход в бывшее офисное здание Шанхайского муниципального бюро культуры и туризма (上海市文化和旅游局) с дополнительными вывесками «Шанхайского муниципального бюро культурных реликвий» (上海市文物局), «Шанхайского бюро радио и телевидения» (上海市广播电视局) и «Шанхайский комитет по управлению культурными реликвиями» (上海市文物管理委员会).

Одно учреждение, два названия (кит. трад. 一个机构两块牌子, пиньинь yīgè jīgòu liǎng kuài páizi) — бюрократическая ситуация в Правительстве Китая, при которой государственное учреждение существует только номинально а его функции на практике выполняются другим правительственным ведомством или организацией КПК. Соответственно, такое учреждение имеет несколько наименований (брендов) используемых по историческим, политическим, юридическим или эстетическим причинам. Этот тип структуры был исторически распространен до середины 1980-х годов, но был широко возрожден реформами, начавшимися в 2017 году.

## Виды учреждений

### «Добавление имени»
Организация может получить дополнительное название в случае, если она отвечает за несколько обязанностей или использует дополнительное название при работе с иностранными учреждениями. Это происходит, когда два учреждения или офиса объединяются, при этом исходное учреждение берет на себя обязанности и обязательства объединенного офиса, используя только свои существующие ресурсы. Такие организации обычно не имеют отдельного руководства или персонала из-за дополнительных названий.

#### Примеры
- Центральный военный совет КНР и Центральная военная комиссия КПК.
- Управление киберпространства Китая и Центральная комиссия по делам киберпространства при ЦК КПК.[2]
- Китайская академия современных международных отношений и 11-е бюро Министерства государственной безопасности.
- Канцелярия по делам Тайваня при Госсовете КНР и Канцелярия ЦК КПК по работе с Тайванем.
- Всекитайская федерация промышленности и коммерции и  Всекитайская палата промышленности и торговли.

Партийный комитет КПК в государственных университетах Китая и офис Президента университета чаще всего действуют как одно учреждение с двумя названиями.

### «Внешнее сохранение»
«Внешнее сохранение названия» происходит, когда организация, которая поглотила другое, может продолжать использовать название этой организации в бюрократических целях. Например, Департамент работы Единого фронта (учреждение Коммунистической партии Китая) использует название Управления по делам китайцев за рубежом (государственное учреждение), которое он поглотил в 2018 году, при заявлениях, связанных с делами китайцев за рубежом.

#### Примеры
- Государственное управление по делам религий КНР и Рабочий отдел Единого фронта.
- Информационное бюро Государственного совета и Отдел пропаганды ЦК КПК.
- Национальная академия управления и Центральная партийная школа КПК.